# Euathlus pulcherrimaklaasi
Euathlus pulcherrimaklaasi là một loài nhện trong họ Theraphosidae.
Loài này thuộc chi Euathlus. Euathlus pulcherrimaklaasi được Joachim Schmidt miêu tả năm 1991.